# Sam Graham
Peter Samuel (Sam) Graham, född 21 oktober 1868 i Hangvars församling, Gotlands län, död 24 november 1940 i Kungsholms församling, Stockholm, var en svensk ingenjör och företagsledare.
Sam Graham var son till den från Perth, Skottland inflyttade grosshandlaren och ingenjören Patrick Graham. Efter mogenhetsexamen vid Nya Elementarläroverket i Stockholm 1887 och bedrev därefter affärs- och ingenjörsstudier i USA, Storbritannien, Tyskland och Frankrike. Graham inträdde därefter 1890 i den av fadern och farbrodern 1860 grundade Graham Brothers som då sysslade med import av jordbruksmaskiner. År 1899 övertog han själv firman. Då importen av jordbruksmaskiner efter hand blev allt mindre betydande övergick firman alltmer till import av hissar och vid sekelskiftet 1900 övergick man till egen tillverkning av hissar i Ursvik. Graham var ensam ägare till företaget fram till 1908 då hans kompanjon ingenjör K G Magnusson blev delägare och då företaget 1917 ombildades till aktiebolag blev Sam Graham VD. År 1930 såldes företaget av Aseakoncernen och namnet ändrades till Hiss AB Asea Graham och Sam Graham lämnade företaget. Han var även VD för AB Elevator 1907–1936 och fullmäktig i Stockholms handelskammare 1902–1921. Graham var även ledamot av Sveriges verkstadsförenings överstyrelse och 1920–1921 dess vice ordförande. Han är begravd på Norra begravningsplatsen utanför Stockholm.